# Ion Diaconescu
Ion Diaconescu (Boțești, 25 de agosto de 1917 – Bucarest, 11 de octubre de 2011) fue un activista anticomunista y político rumano. Encarcelado durante 17 años desde 1947 hasta 1964 durante la Rumania comunista, posteriormente se convertiría en el líder del Partido Nacional Campesino Cristiano Demócrata (PNȚCD).

## Biografía
Diaconescu comenzó su carrera política en 1936, cuando se unió a las juventudes del Partido Campesino (PNȚ). Cuando el Partido Comunista tomó el poder en 1947, Diaconescu fue arrestado en 1947 y estuvo encarcelado en un gulag. Las autoridades rumanas lo liberaron después de 17 años como parte de un programa de amnistía de la amnistía en 1964.
Cuando el dictador rumano Nicolae Ceaușescu cayó en 1989. Diaconescu fundó el Partido Nacional Campesino Cristiano Demócrata (PNȚCD) justo después de la revolución. Diaconescu fue el portavoz en la Cámara de Diputados y fue Presidente de la misma desde 1996 hasta 2000. En 2011, Diaconescu criticó al propio PNTCD, que estaba plagado de luchas internas, diciendo que el partido debería ser relanzado bajo el liderazgo del ex primer ministro, Victor Ciorbea.
Diaconescu murió en Bucarest a los 94 años. Había sufrido de dolencias cardíacas durante sus últimos años. Su entierro se llevó a cabo en el Cementerio Bellu y se hizo un minuto de silencio en el Parlamento en su honor. Recibió elogios de muchos políticos y activistas de Rumania. El expresidente rumano Emil Constantinescu llamó a Diaconescu, "un símbolo de la resistencia comunista en Rumania y Europa del Este, y un símbolo de honestidad y honor." El primer ministro de Rumania Victor Ciorbea homenajeó a Diaconescu diciendo: "Ion Diaconescu entendió que la fe y los principios son tesoros nacionales, y no traicionó estos (valores), soportando 17 años en prisiones comunistas". Una de las activistas políticas más conocidas de Rumania, Doina Cornea, también elogió la vida y la carrera de Diaconescu: "Los políticos de hoy solo piensan en sus propios intereses.... Es la lacra de Rumania."